# 主殿寮
主殿寮（とのもりょう・しゅでんりょう・とのもづかさ・とのもりづかさ）は、律令制において宮内省に属した機関。

## 職掌
主殿寮は内裏における消耗品の管理・供給を主な職掌とした。特に施設管理業務には人手がかかったため駆使丁や今良など大量の人員を擁した。掃部寮と職掌が重なる部分もある。808年（大同3年）には官奴司を併合して官奴婢・官戸の管理も行った。同様の官司として春宮坊の主殿署、後宮の殿司、斎宮寮の殿部司などがある。
「とのも」の名は、御殿（との）の管理を役職とする主殿守（とのもり）からと推測されている。
後に長官は小槻氏が相続・世襲した。

## 職員
- 頭（従五位下相当）
- 助（従六位上相当)
- 允（従七位上相当）
- 大属（従八位下相当）　少属（大初位上相当）

- 殿部　調度品・消耗品の管理・維持を行う伴部・古くは特定の氏から採用された

- 使部
- 直丁
- 駆使丁